# Dulce Base

Comté de Rio Arriba, au Nouveau-Mexique, en soulignant Dulce en rouge

Dulce Base fait référence à une théorie du complot selon laquelle il existe une installation souterraine humaine et extra-terrestre, gérée sous Archuleta Mesa (ceb) à la frontière entre le Colorado et le Nouveau-Mexique, près de la ville de Dulce, une ville, située dans le comté de Rio Arriba, de l'État américain du Nouveau-Mexique. L’homme d'affaires d’Albuquerque et complotiste, Paul Bennewitz, a été le premier à l'évoquer.

## Histoire
À partir de 1979, Bennewitz a acquis la conviction qu'il interceptait les communications électroniques d’engins spatiaux extraterrestres et d’installations à l’extérieur d’Albuquerque. Dans les années 1980, il pensait avoir découvert en territoire Apache une base souterraine secrète près de Dulce, au cœur de la nation Jicarilla, peuplée d’extra-terrestres Petit-Gris et d’humains, qui serait reliée à Los Alamos.

## Témoignage de l'ufologue John Lear

Couverture du livre Situation Red, de Leonard H. Stringfield

L'histoire se répandit rapidement au sein de la communauté OVNI et, en 1987, l'ufologue John Lear déclara avoir des confirmations indépendantes de l'existence de la base. En 1988, le tabloïd Weekly World News a publié un article intitulé « UFO Base Found in New Mexico » (« Une base retrouvée au Nouveau-Mexique ») qui affirmait que « des envahisseurs diaboliques d'un autre système solaire ont établi une base souterraine secrète dans les montagnes escarpées du nord du Nouveau-Mexique — afin qu'ils puissent échanger des cobayes humains pour des expériences génétiques bizarres ». L'histoire du Weekly World News utilisait de supposées citations de Leonard H. Stringfield, un ufologue, comme source de ses affirmations. En apprenant l'histoire, Stringfield protesta : « Je n'ai jamais lu une telle déformation des faits dans ma vie ».

## Témoignage de Michael Barkun
Le politologue Michael Barkun, professeur émérite de sciences politiques à la Maxwell School of Citizenship and Public Affairs, de l'Université de Syracuse, écrivit que les installations de missiles souterrains de la guerre froide dans la région ont donné une plausibilité superficielle aux rumeurs, faisant de l'histoire de la base de Dulce une « légende attrayante » au sein de l'ufologie. Selon Barkun, les affirmations concernant des expériences sur des personnes abductées et les échanges de tirs entre des extraterrestres et la Delta Force placent la légende de Dulce « loin des rapports les plus farfelus sur des bases secrètes souterraines ».

## Témoignage des résidents
Les résidents de Dulce affirment avoir vu des ovnis, des projecteurs en mouvement et d'autres curiosités inexpliquées dans la région, qui a une faible activité économique. Ty Vicenti, président du Conseil législatif des Jicarillas, un groupe d'Apaches vivant dans le Sud-Ouest des États-Unis, a « adopté la notion de base de Dulce, en partie dans le but de stimuler le tourisme », et en 2016, la ville a accueilli la conférence OVNI de Dulce Base à l'hôtel du casino local.

## Base Dulce à la télévision, fiction, et jeux vidéo
La base de Dulce a fait l'objet de diverses productions:
- l'émission télévisée Chasseurs d'ovnis (en), une série télévisée américaine présentée le 30 janvier 2008 sur « The History Channel », produite par Motion Picture Production Inc et diffusée par le réseau « History (Italie) »;
- la série « Invisibles »;
- la série de romans de science fiction  Area 51 romels ;
- Dans un dialogue entre deux partenaires du jeu « Tom Clancy's Ghost Recon: Future Soldier » l'un dit à l'autre : « Nous avons aussi nos secrets, que diraient les Russes s'ils trouveraient notre base à Dulce ».
- dans le jeu de société « Secret Unknown Stuff: Escape From Dulce Base » de Sentient Cow Games.